# Johannes Degener
Johannes Degener (auch Johann Degener) (* 14. September 1889 in Blumenthal; † 13. Februar 1959 in Bremen) war ein deutscher Politiker (CDU), Bremer Senator und Bundestagsabgeordneter.

## Biografie
Degener arbeitete nach seiner kaufmännischen Lehre als kaufmännischer Angestellter im Baufach und der Metallindustrie. 1919 setzte er seine vorher ehrenamtliche soziale Arbeit als hauptamtlicher Gewerkschaftsfunktionär fort. 1929 wurde er Bundesvorstandsmitglied des Gewerkschaftsbundes der Angestellten. Er lehnte 1933 die Übernahme in die Deutsche Arbeitsfront ab, um nicht der NSDAP beitreten zu müssen. Er betrieb danach eine Champignonzucht, wurde aber ab 1939 wieder in der Industrie tätig. Im Zweiten Weltkrieg geriet er in tschechische Kriegsgefangenschaft, aus der er 1945 nach Bremen zurückkehrte. 
1946 wurde er Mitglied der CDU und war Landesgeschäftsführer von 1946 bis 1947. Außerdem war er Journalist bei dem CDU-Blatt Bremer Echo, ab Januar 1949 dessen Schriftleiter. Er legte dieses Amt nieder, als er in den Bundestag gewählt wurde. Von 1946 bis zum 1. Oktober 1949 war er Mitglied der Bremischen Bürgerschaft und dort seit 1947 Vorsitzender der CDU-Fraktion. 
Dem Deutschen Bundestag gehörte er seit der ersten Wahl 1949 bis zum 31. Dezember 1951 an. Er legte sein Mandat nieder, da er ab dem 29. November 1951 Senator für das Wohlfahrts- und Gesundheitswesen und bis 1952 auch das Bauwesen der Freien Hansestadt Bremen wurde. Als Senator für das Wohlfahrtswesen hatte er entscheidenden Anteil an der Gründung der Bremer Heimstiftung. 1958 schied er aus Altersgründen aus dem Senat aus.
Degener war seit dem 20. Juli 1917 mit Melly geb. Heller (1898–1971) verheiratet. Die Eheschließung fand in Wurzen in der Amtshauptmannschaft Grimma statt. Johann Degener starb am 13. Februar 1959 um 12:30 Uhr im Krankenhaus Vegesack in Bremen im Alter von 69 Jahren. Er wohnte zuletzt in der Käthe-Kollwitz-Straße 30a in Bremen. Degener war katholisch.